# Bas Verwijlen
Bas Roland Verwijlen (ur. 1 października 1983 w Oss) – holenderski szpadzista, dwukrotny medalista mistrzostw świata oraz wicemistrz Europy.
W 2000 roku zdobył brązowy medal indywidualnie wśród kadetów na mistrzostwach świata juniorów w South Bend.
Podczas mistrzostw świata w Lipsku w 2005 roku wywalczył indywidualnie brązowy medal. Wyprzedzili go jedynie Rosjanin Pawieł Kołobkow i Francuz Fabrice Jeannet. Na mistrzostwach świata w Katanii w 2011 roku w tej samej konkurencji był drugi. W finale przegrał z Włochem Paolo Pizzo. Był też między innymi siódmy w turnieju indywidualnym na mistrzostwach świata w Budapeszcie w 2019 roku.
Wystartował na igrzyskach olimpijskich w Pekinie w 2008 roku, gdzie indywidualnie był ósmy. Na rozgrywanych cztery lata później igrzyskach olimpijskich w Londynie był dziewiąty. Następnie wystąpił na igrzyskach olimpijskich w Rio de Janeiro w 2016 roku zajmując osiemnaste miejsce. Brał też udział w igrzyskach olimpijskich w Tokio w 2020 roku, gdzie ponownie był dziewiąty.
Ponadto zdobył srebrny medal w turnieju indywidualnym na mistrzostwach Europy w Sheffield (2011).